# Jean Laplanche
Jean Laplanche (ur. 21 czerwca 1924 w Paryżu, zm. 6 maja 2012 w Beaune) – francuski teoretyk psychoanalizy, znany z prac w dziedzinie teorii popędów, faz rozwoju psychoseksualnego, teorii uwiedzenia.

## Życiorys
Dzieciństwo spędził w regionie Côte d'Or. W latach młodości działał w grupie Action catholique. W latach czterdziestych studiował filozofię w paryskiej École normale supérieure – jego mistrzami byli, m.in., Jean Hyppolite, Gaston Bachelard i Maurice Merleau-Ponty. W roku 1943 Laplanche przystąpił do ruchu oporu (Résistance). Był jednym ze współzałożycieli organizacji Socialisme ou Barbarie, niebawem wystąpił z niej jednak w związku z różnicą poglądów z Corneliusem Castoriadisem.
W latach 1946–1947 studiował na Harvardzie w Instytucie Stosunków Społecznych. To właśnie w owym czasie zaczął się poważnie interesować psychoanalizą. Po powrocie do Francji brał udział w seminariach Jacques’a Lacana – odbył u niego analizę szkolną. Po ukończeniu studiów medycznych sam zaczął praktykować jako analityk i przystąpił do International Psychoanalytical Association. W 1961 roku Daniel Lagache zaproponował mu objęcie stanowiska na Sorbonie. W tym samym roku Laplanche opublikował swoją pierwszą książkę. W 1969 roku został prezesem Association Psychanalytique de France – funkcję tę piastował do 1971 roku; zastąpił go wieloletni przyjaciel Jean-Bertrand Pontalis.
W 1986 roku został otrzymał profesurę honorową na uniwersytecie w Lozannie; w 1990 roku otrzymał tytuł Knight of Arts and Letters, w 1995 otrzymał Mary S. Sigourney Award.
Po wycofaniu z życia publicznego razem ze swą żoną Nadine prowadził winnicę Chateau de Pommard.
Zmarł 6 maja 2012 w szpitalu w Beaune w wyniku zwłóknienia płuc.

## Dzieła
W Polsce Jean Laplanche znany jest wyłącznie jako współautor (razem z Jean-Bertrandem Pontalisem) Słownika psychoanalizy, Wydawnictwa Szkolne i Pedagogiczne, ISBN 83-02-06240-5.
- Hölderlin et la question du père, Paris, PUF, 1961.[2] ; Hölderlin and the Question of the Father, with an introduction by Rainer Nägele, edited and translated by Luke Carson, Victoria (Canada), ELS Editions no. 97, 2007, ISBN 978-1-55058-379-3.
- Vocabulaire de la psychanalyse, Paris, PUF, 1967.
- Vie et mort en psychanalyse, Paris, Flammarion, 1970.
- Problématiques I: L'angoisse, Paris, PUF, 1980.
- Problématiques II: Castration-Symbolisations, Paris, PUF, 1980.
- Problématiques III: La Sublimation, Paris, PUF, 1980.
- Problématiques IV: L'inconscient et le ça, Paris, PUF, 1981.
- La pulsion pour quoi faire, Paris, APF, 1984.
- Fantasme originaire. Fantasmes des origines, origines du fantasme, Paris, Hachette 1985.
- Problématiques V: Le baquet, transcendance du transfert, Paris, PUF, 1987.
- Nouveaux fondements pour la psychanalyse, Paris, PUF, 1987.
- Traduire Freud, Paris, PUF, 1989.
- La révolution copernicienne inachevée, (Travaux 1967-1992), Paris, Aubier 1992.
- Le fourvoiement biologisant de la sexualité chez Freud, Paris, Les empêcheurs de penser en rond, 1993.
- Entre séduction et inspiration: l’homme, Paris, PUF, 1999.
- Le mur et l'arcade Paris, Flammarion, 2001.
- Problématiques VI: L'après-coup, Paris, PUF, 2005.
- Problématiques VII: Le fourvoiement biologisant de la sexualité chez Freud suivi de Biologisme et biologie, Paris, PUF, 2006.
- Sexual. La sexualité élargie au sens freudien 2000-2006, Paris, PUF, 2007.